# Aleksej Borisovič Vyžmanavin
Aleksej Borisovič Vyžmanavin (in russo Алексей Борисович Выжманавин?, noto come Alexey Vyzhmanavin in occidente; Mosca, 1º gennaio 1960 – Mosca, 6 gennaio 2000) è stato uno scacchista russo.
Vinse il campionato di Mosca nel 1984 e 1986. Grande maestro internazionale dal 1989, nel 57º Campionato sovietico di Leningrado si classificò =1º con Beliavskij, Judasin e Bareev (il titolo andò a Beliavsky per spareggio tecnico).
Partecipò in seconda scacchiera alle olimpiadi di Manila 1992. Il suo risultato (+3 =6 –0) contribuì alla medaglia d'oro della Russia.
Altri risultati:
- 1986:  1º a Nałęczów
- 1987:  1º a Tashkent
- 1988:  =1º a Mosca, con Razuvaev, Kaidanov e Psakhis
- 1989: 1º a Soči, davanti a Lautier e Khalifman
- 1991: 1º nella Rilton Cup di Stoccolma; 1º a Gelsenkirchen davanti a Smyslov
- 1993: 2º a León dietro a Judasin, davanti a Karpov, Topalov e Lékó.

Vyžmanavin era un fortissimo giocatore lampo. Nel torneo blitz PCA di Mosca del 1994 vinse i match contro Širov e Korčnoj. Nella semifinale perse di stretta misura contro Kramnik.
Raggiunse il massimo punteggio Elo in gennaio 1993, con 2620 punti. Verso il 1997 si ritirò dal gioco attivo.
Il 6 gennaio 2000 uscì con alcuni amici per festeggiare il capodanno russo e morì in giornata, ma il cadavere fu rinvenuto dopo alcuni giorni. La diagnosi ufficiale imputò la morte a un attacco cardiaco. In seguito alla separazione dalla moglie, Vyžmanavin viveva solo e secondo il GM Alexander Baburin aveva da tempo problemi di depressione e assunzione di alcolici.